# Berline (hippomobile)
Pour les articles homonymes, voir Berline.

Berline.

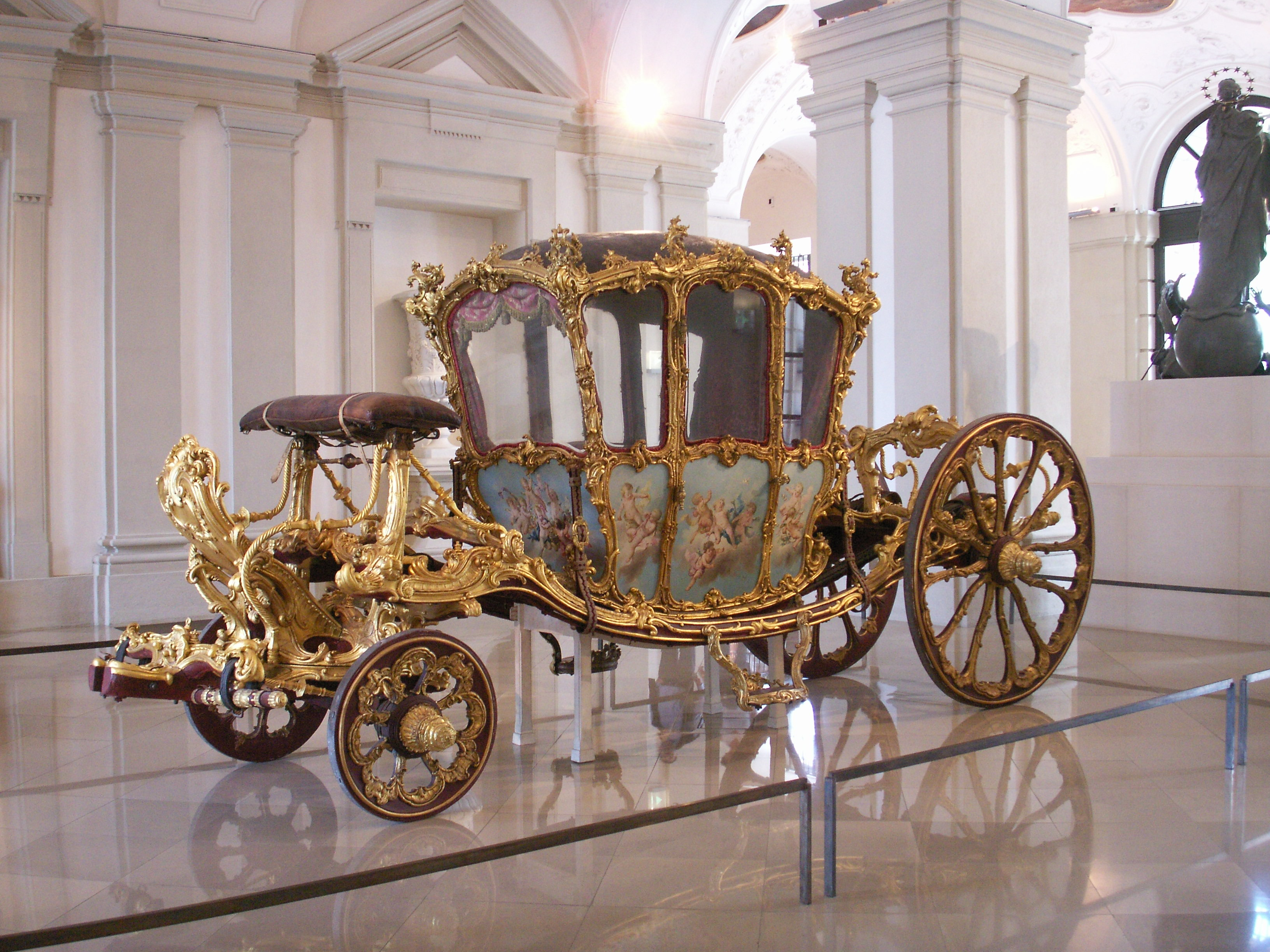
Berline d’apparat du prince Joseph Wenzel I. von Liechtenstein.

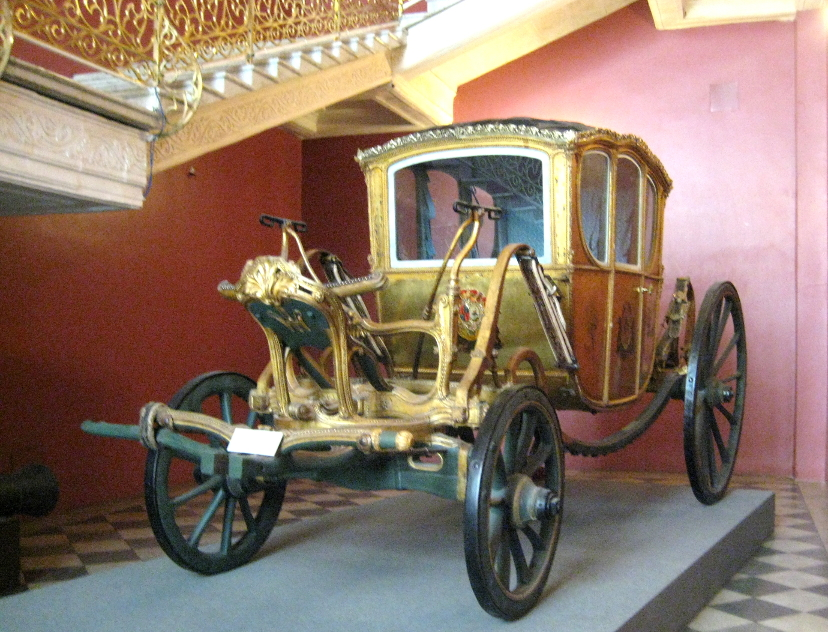
Berline, années 1760, musée d’histoire de Moscou.

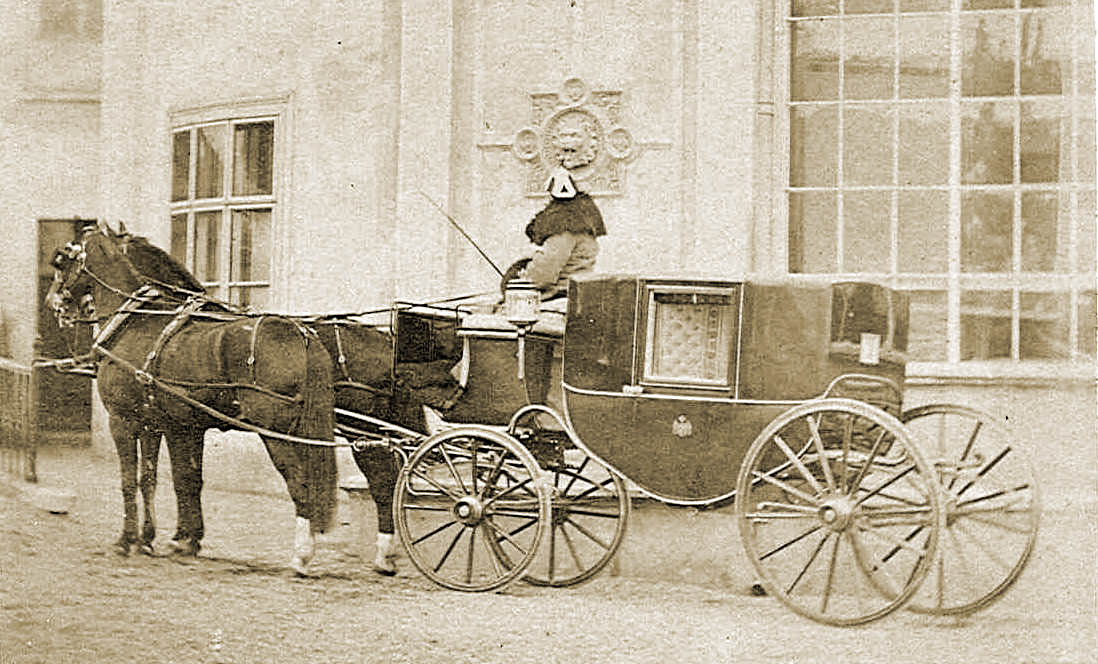
Berline, ca 1870.

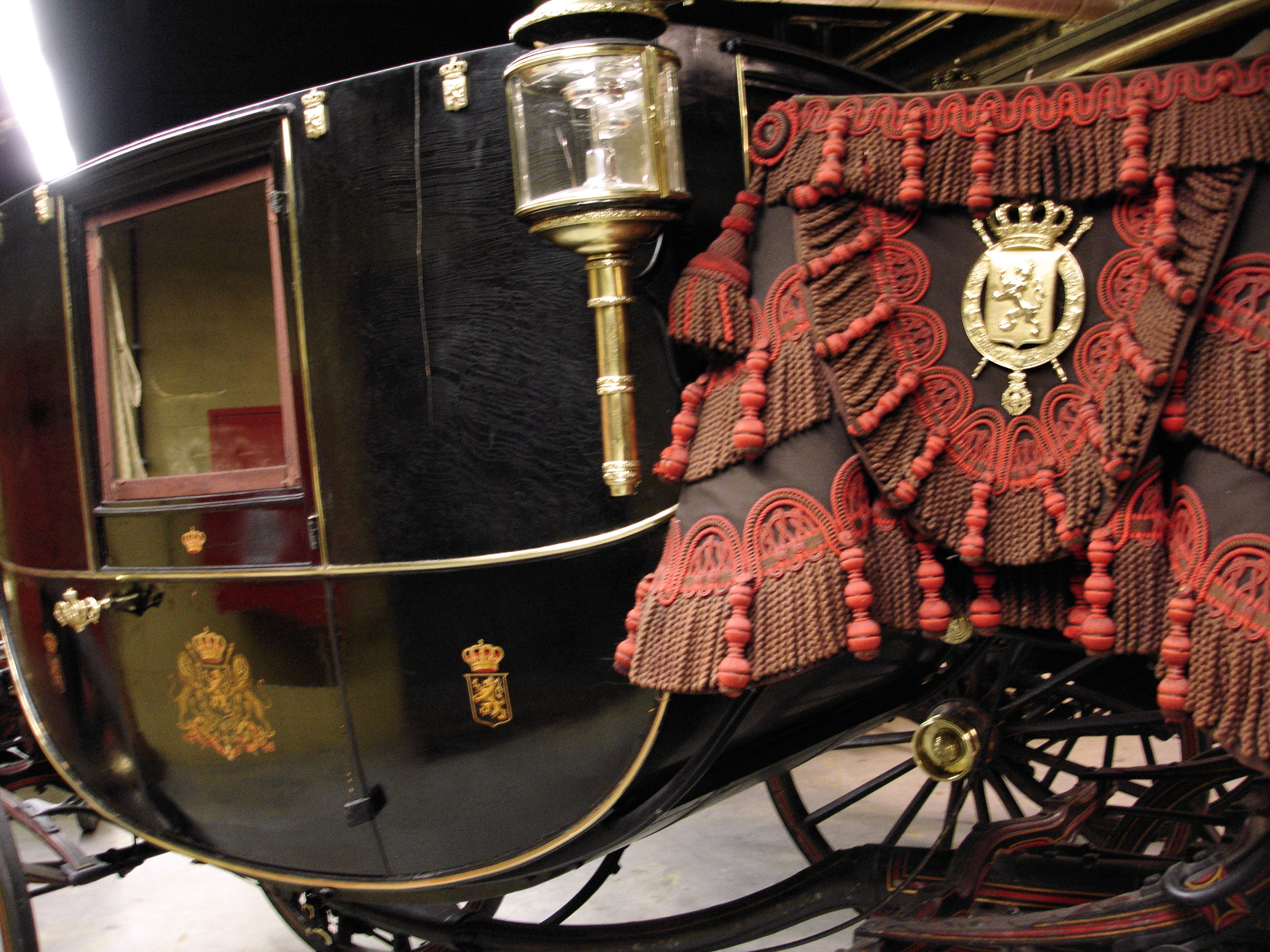
Berline royale de Leopold II, Roi des Belges.

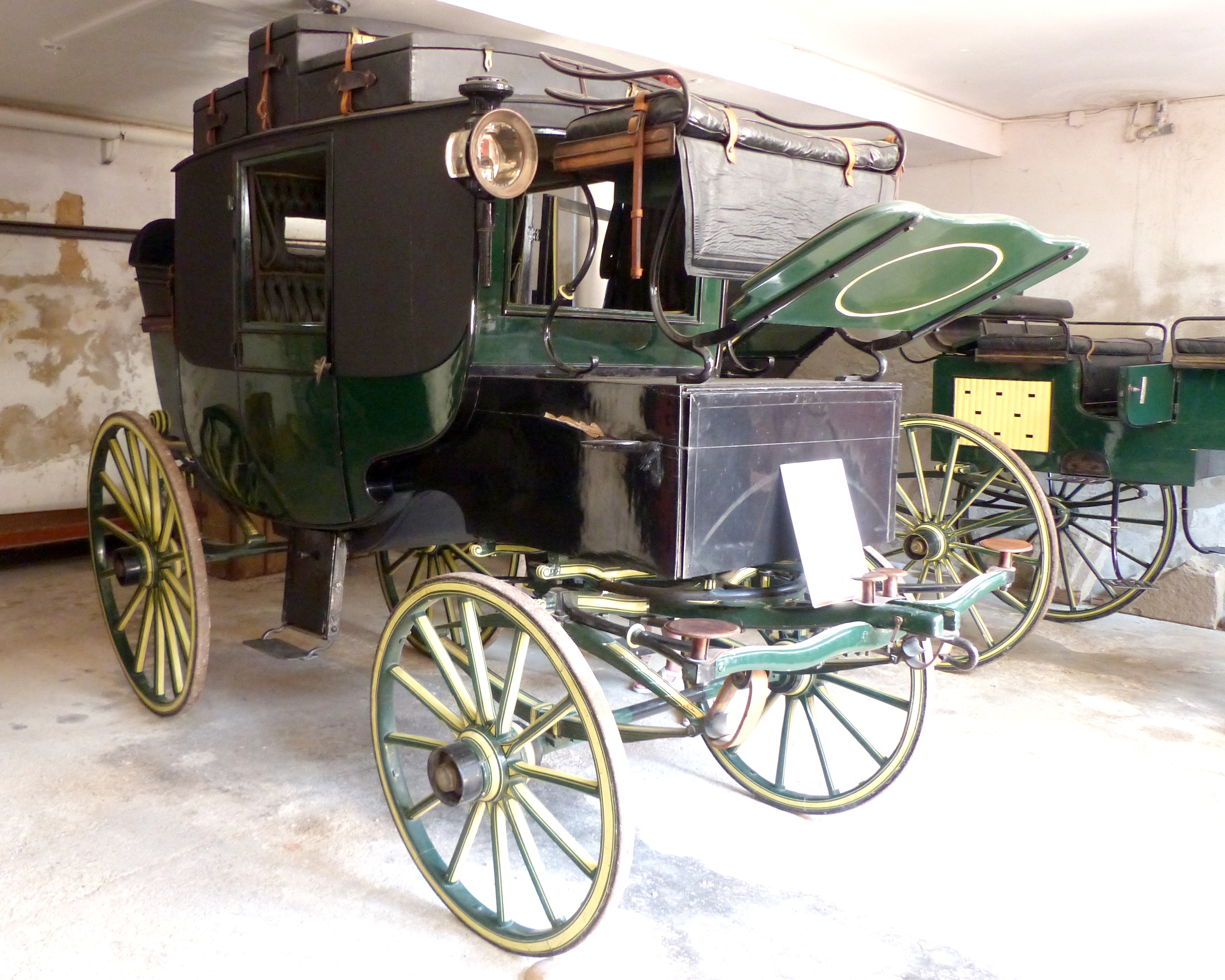
berline de voyage de la famille Sabatier d'Espeyran.

La berline est un véhicule hippomobile suspendu, fermé, à quatre places. Apparue à la fin du XVIIe siècle, elle représente une grande évolution, par rapport à l’ancien carrosse, en matière de légèreté, de maniabilité et de confort.

## Historique
La berline tire son nom de la ville de Berlin, où elle a été fabriquée pour l'électeur de Brandebourg, Frédéric Guillaume Ier. Son inventeur, Philippe de La Chièze, est issu d’une famille piémontaise passée en France en 1445, puis aux Pays-Bas, enfin en Allemagne. Architecte et quartier-maître général de l’électeur, il conçoit pour lui ce nouveau type de voiture dans les années 1660. Selon la tradition, c’est en préparant un voyage de Berlin à Paris que Chièze eut l’idée de ce nouveau châssis. En 1682, l’électeur de Brandebourg offre au roi Louis XIV une voiture de ce type, dorée à l’or fin : venant de Berlin, c’est en France qu’elle recevra son nom de « berline ». À Berlin, la voiture est appelée phonétiquement du nom de son inventeur : Scheese, bien que ce nom puisse être également rapproché de « chaise ». Le mot est toujours employé dans le dialecte berlinois pour désigner une automobile.

## Caractéristiques
La berline dérive du carrosse traditionnel, dont elle conserve l'aspect extérieur. La différence essentielle réside dans le fait que les essieux avant et arrière sont réunis par deux brancards et non une seule poutre centrale, comme pour le carrosse. Il en résulte une plus grande sécurité : en cas de rupture d'une roue ou d'une suspente, la caisse ne se renverse pas. La berline est plus légère et plus confortable, grâce à une suspension, à l'origine, en soupentes de cuir, et plus tard en ressorts métalliques. 
On l'utilisait comme voiture de ville pour sa maniabilité, comme voiture de voyage pour sa robustesse et son confort. Jusqu'au XIXe siècle, la berline est la voiture de cour et de cérémonie la plus utilisée. Des styles nationaux apparaissent progressivement : la berline à l'anglaise a des lignes strictes, quelque peu rigides, elle n'a pas de custode et la glace avant est divisée en deux parties coulissantes. La berline à la française a une forme cintrée, évasée vers le haut, elle est plus haute que l'anglaise. La berline à l'allemande possède quatre portières et trois banquettes parallèles, offrant donc six places.
La plupart des « carrosses » d’apparat des souverains, souvent encore utilisés lors de cérémonies, sont en fait des berlines.

## Variantes
La berline peut être trois-quarts, c'est-à-dire avoir une caisse réduite où les sièges avant ont été remplacés par une banquette très étroite. Lorsqu’il n’y a plus de siège à l’avant, c’est un coupé.
On appelait aussi berline ou intérieur le compartiment central, le plus grand (entre le coupé et la rotonde), des grandes diligences du XIXe siècle.

## Carrosserie automobile
En carrosserie automobile, le terme berline désigne une voiture à conduite intérieure, à toit rigide fixe, avec un pare-brise fixe, quatre portes latérales, et quatre fenêtres latérales. Le nombre de places d’une berline est au minimum de quatre. Deux glaces latérales de plus en font une limousine, deux de moins un coach, quatre de moins un coupé.